# Le Trophée du bestiaire
Le Trophée du bestiaire est la quatrième histoire de la série Les Centaures de Pierre Seron et Stephen Desberg. Elle est publiée pour la première fois du no 2084 au no 2087 du journal Spirou.

## Univers

### Synopsis
Aurore et Ulysse en balade dans le monde des mortels participent à un concours de déguisement. 

### Personnages
- Aurore et Ulysse, deux centaures cherchant à rejoindre l'Olympe après l'avoir quitter pour se balader malgré l'interdiction qui leur était faite.
- Monsieur Goupil, terreur local prêt à tout pour remporter le concours de déguisement.
- Lenoir, taxidermiste sans scrupule.

## Historique
La réalisation des planches a eu lieu entre 1977 et 1978 d'après la signature de Seron figurant au bas de celle-ci. 

## Publication

### Revues
Elle a été prépubliée dans le journal de Spirou du no 2084 (23 mars 1978 au no 2087 (13 avril).

### Album
L'histoire est publiée en 1989 dans l'album Kelvinhathor III (Soleil Editions) qui comprend également l'histoire éponyme et Trésor de guerre. Il a été republié par Jourdan en 1991. L'album porte le numéro 3 mais il s'agit en réalité du 6e album de la série publiée si l'on tient compte des différents éditeurs.